# Sillaginidae

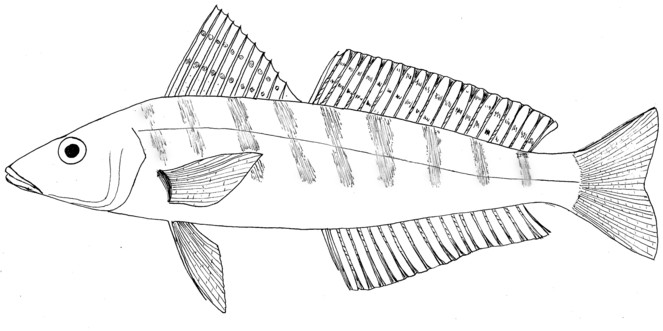

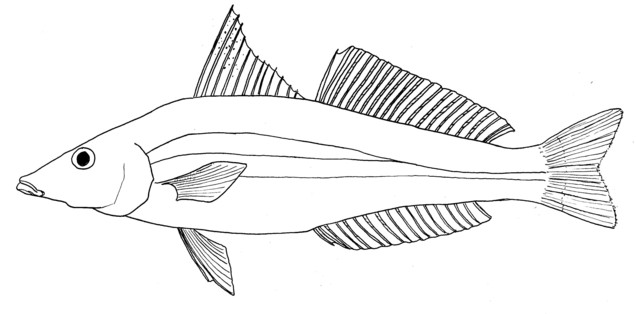

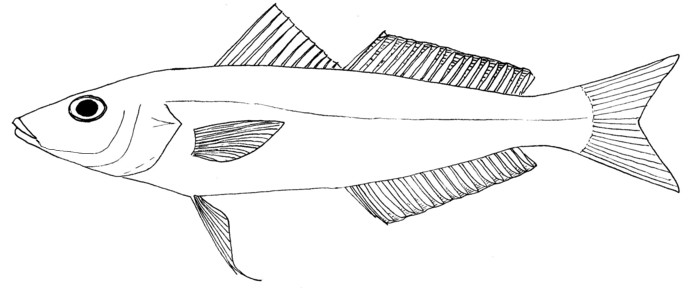

Los Sillaginidae (silagínidos) es una familia de peces marinos incluida en el orden Perciformes. Se distribuyen por el océano Índico y la costa oeste del océano Pacífico.
Poseen el cuerpo muy alargado, con una boca pequeña. Tienen dos aletas dorsales, la primera con una docena de espinas, la segunda con una espina afilada y multitud de redios blandos. La aleta anal es muy alargada. Su longitud máxima puede alcanzar los 45 cm.
Los silagínidos son especies bentónicas que se alimentan de organismos del fondo marino, con algunas especies importantes en acuicultura en estuarios.

## Géneros
Se clasifican en 31 especies de 3 géneros:
- Género Sillaginodes
  - Sillaginodes punctatus (Cuvier, 1829).

- Género Sillaginopsis
  - Sillaginopsis panijus (Hamilton, 1822).

- Género Sillago
  - Sillago aeolus (Jordan y Evermann, 1902)
  - Sillago analis (Whitley, 1943)
  - Sillago arabica (McKay & McCarthy, 1989)
  - Sillago argentifasciata (Martin & Montalban, 1935)
  - Sillago asiatica (McKay, 1982)
  - Sillago attenuata (McKay, 1985)
  - Sillago bassensis (Cuvier, 1829)
  - Sillago boutani (Pellegrin, 1905)
  - Sillago burrus (Richardson, 1842)
  - Sillago chondropus (Bleeker, 1849)
  - Sillago ciliata (Cuvier, 1829)
  - Sillago flindersi (McKay, 1985)
  - Sillago indica (McKay, Dutt & Sujatha, 1985)
  - Sillago ingenuua (McKay, 1985)
  - Sillago intermedius (Wongratana, 1977)
  - Sillago japonica (Temminck & Schlegel, 1843)
  - Sillago lutea (McKay, 1985)
  - Sillago macrolepis (Bleeker, 1859)
  - Sillago maculata (Quoy and Gaimard, 1824)
  - Sillago megacephalus (Lin, 1933)
  - Sillago microps (McKay, 1985)
  - Sillago nierstraszi (Hardenberg, 1941)
  - Sillago parvisquamis (Gill, 1861)
  - Sillago robusta (Stead, 1908)
  - Sillago schomburgkii (Peters, 1864)
  - Sillago sihama (Forsskål, 1775)
  - Sillago soringa (Dutt and Sujatha, 1982)
  - Sillago vincenti (McKay, 1980)
  - Sillago vittata (McKay, 1985)